# Голая обезьяна
«Го́лая обезья́на» (англ. The Naked Ape: A Zoologist's Study of the Human Animal) — популярная книга британского зоолога Десмонда Морриса, посвящённая описанию поведения человека с позиций этологии.
Книга вышла в 1967 году и, став бестселлером, была переведена на 23 языка, в том числе на немецкий, испанский, португальский, финский, французский, итальянский, турецкий, греческий, иврит, японский, польский.  Успех книги повлиял на дальнейшую деятельность Десмонда Морриса. Он покинул прежнее место работы и занялся живописью и написанием продолжения «Голой обезьяны» под названием «Людской зверинец» (англ. The Human Zoo).
В 1975 году книга «Голая обезьяна», в числе ряда других, была изъята из школьной библиотеки Лонг-Айленда, что в 1982 году привело к судебному разбирательству, известному как «Школьный округ Айленд-Триз против Пико».

## Адаптации
- В 1973 году по мотивам книг Десмонда Морриса был снят фильм с Джоном Крофордом (англ. John Crawford) и Викторией Принсипал в ролях.
- Компанией BBC, совместно с Discovery Channel в 1994 году была подготовлена серия документальных фильмов, основанных на материалах книг «Голая обезьяна» и «Людской зверинец». Она вышла под названием англ. The Human Animal: A Personal View of the Human Species by Desmond Morris. В русском переводе «Человек — Разумное животное: Особый взгляд на человека», выпущен «Союз Видео».
- В 1997 году BBC и Discovery Channel выпустили документальный фильм англ. The Human Sexes: A Natural History of Man and Woman, продолжающий тему начатую в фильме The Human Animal. В русском переводе «Мужчина и женщина», выпущен «Союз Видео».
- В 2006 году по мотивам книг Морриса режиссёром Даниэлем Мелицем (англ. Daniel Mellitz) было снято независимое кино[6].